# Краснощоково (Кувандицький міський округ)
Краснощо́ково (рос. Краснощёково) — селище у складі Кувандицького міського округу Оренбурзької області, Росія.

## Населення
Населення — 516 осіб (2010; 591 у 2002).
Національний склад (станом на 2002 рік):
- росіяни — 67 %